# Lista de prêmios e indicações recebidos por Little Mix
Little Mix é um grupo feminino britânico, composto pelas integrantes Perrie Edwards, Jade Thirlwall e Leigh-Anne Pinnock. Ex-integrante Jesy Nelson deixou o grupo em dezembro de 2020. O grupo chegou à fama em 2011, depois de se tornar o primeiro grupo a ganhar a versão britânica do The X Factor, e emergiu como um dos atos de maior sucesso do show. Desde sua formação, o grupo se estabeleceu como o maior grupo feminino da década de 2010, vendendo mais de 72 milhões de discos em todo o mundo até hoje, tornando-os um dos grupos femininos mais vendidos de todos os tempos.
Little Mix foi indicado e recebeu vários prêmios ao longo de sua carreira. Elas receberam um total de 12 indicações no Brit Awards, tornando-os o grupo feminino mais indicado, três dos quais ganharam. Durante o Brit Awards de 2017, Little Mix ganhou seu primeiro Brit Award de Melhor Single Britânico por "Shout Out to My Ex", tornando-os o primeiro grupo feminino desde Girls Aloud em 2009, a receber um. Mais tarde, em 2019, eles ganharam seu segundo Brit Award por "Woman Like Me", que ganhou o prêmio votado pelos fãs de Vídeo de Artista Britânico do Ano. Isso os tornou o primeiro grupo feminino a ganhar o prêmio desde as All Saints em 1998. No Brit Awards de 2021, elas fizeram história ao se tornar o primeiro grupo feminino em seus 43 anos de história a ganhar o prêmio de Melhor Grupo Britânico.
Little Mix detém o recorde de mais indicações e prêmios de Melhor Artista do Reino Unido e Irlanda no MTV Europe Music Awards. Eles receberam um total de sete indicações e ganharam seis prêmios, tornando-os também o grupo feminino mais indicado e premiado desta categoria. A partir de 2021, elas se juntam à  Dua Lipa como as artistas mais premiadas do Global Awards, recebendo um total de seis prêmios em dez indicações. Suas outras indicações incluem 1 Billboard Latin Music Awards, 1 Nickelodeon Kids' Choice Awards, 4 iHeartRadio Music Awards, 1 MTV Video Music Award (VMAs), 12 Teen Choice Awards, 4 BBC Radio 1 Teen Awards, 15 MTV Europe Music Awards e um Prêmio Nacional de Televisão.
Little Mix foram reconhecidos por seu ativismo em relação à comunidade LGBT. No Attitude Awards de 2018, eles foram premiados por usar sua plataforma para defender a igualdade LGBT+. No final de 2019, elas foram premiadas no British LGBT Awards por seu compromisso com a comunidade LGBT. Durante o LM5: The Tour, elas também foram premiados por seus 12 shows na 02 Arena. Em 2021, elas foram premiadas com o prêmio Women of the Year Gamechangers in Music no Glamour Awards. Os outros prêmios do grupo também incluem 6 MTV Europe Music Awards, 4 BBC Radio 1 Teen Awards, 4 Glamour Awards, 2 Japanese Gold Disc Awards, 2 Teen Choice Awards, 1 Radio Disney Music Award, 1 iHeartRadio Music Award e 1 Nickelodeon Kids' Choice Awards.

## Ticketmaster Awards
| Ano  | Trabalho nominado | Prêmio        | Resultado | Ref.  |
| ---- | ----------------- | ------------- | --------- | ----- |
| 2016 | Little Mix        | Best Live Act | Indicado  | [ 1 ] |

## BIMA Awards
O Bima Awards é a mais experiente e prestigiada premiação digital do Reino Unido. Há mais de 30 anos o evento anual tem reconhecido a excelência na indústria digital do país, celebrando o melhor do formato digital britânico.
| Ano  | Trabalho Nomeado | Categoria             | Resultado | Ref.  |
| ---- | ---------------- | --------------------- | --------- | ----- |
| 2016 | Get Weird        | Media & Entertainment | Venceu    | [ 2 ] |

## Beano Awards
| Ano  | Trabalho nomeado  | Categoria             | Resultado | Ref.  |
| ---- | ----------------- | --------------------- | --------- | ----- |
| 2017 | Power ft. Stormzy | Pop Song Of The Year  | Venceu    | [ 3 ] |
| 2019 | Little Mix        | Favorite Music Artist | Venceu    | [ 4 ] |

## Music Society Awards
É uma pequena organização multifuncional que tem como objetivo apoiar e informar sobre as primeiras colheres e movimentos além do mundo da música pop, a qualidade de um artista em seu trabalho para a indústria da música.
| Ano  | Trabalho Nomeado | Categoria                               | Resultado | Ref.  |
| ---- | ---------------- | --------------------------------------- | --------- | ----- |
| 2017 | Little Mix       | Group Of The Year - Pop or Contemporary | Indicado  | [ 5 ] |

## BRIT Awards
Os Brit Awards, frequentemente chamados de The BRIT's, são os prêmios anuais da música no Reino Unido, fundados pela Indústria Fonográfica Britânica. O BRIT é um acrônimo de British Record Industry Trust. Os prêmios começaram a ser entregues em 1977. Little Mix teve sete indicações. Em 2017, o grupo liderou as indicações à premiação, ao lado de Skepta ganhando o primeiro Brit Award como Melhor Single Britânico.
| Ano  | Trabalho Nomeado              | Categoria      | Resultado | Ref.  |
| ---- | ----------------------------- | -------------- | --------- | ----- |
| 2016 | Black Magic                   | British Single | Indicado  |       |
| 2016 | Black Magic                   | British Video  | Indicado  |       |
| 2017 | Shout Out to My Ex            | British Single | Venceu    | [ 6 ] |
| 2017 | Hair (feat. Sean Paul)        | British Video  | Indicado  | [ 6 ] |
| 2017 | Little Mix                    | British Group  | Indicado  | [ 6 ] |
| 2018 | Touch                         | British Single | Indicado  |       |
| 2018 | Touch                         | British Video  | Indicado  |       |
| 2019 | Woman Like Me ft. Nicki Minaj | British Video  | Venceu    |       |
| 2019 | Little Mix                    | British Group  | Indicado  |       |
| 2021 | Little Mix                    | British Group  | Venceu    |       |

## Bravo Otto Awards
O Bravo Otto Awards, é um prêmio alemão que honra a excelência de artistas do cinema, da televisão e da música. Little Mix teve quatro indicações e ganhou três.

| Ano  | Trabalho nomeado | Categoria             | Resultado |
| ---- | ---------------- | --------------------- | --------- |
| 2013 | Little Mix       | "Newcomer des Jahres" | Venceu    |
| 2015 | Little Mix       | "Super-Band"          | Indicado  |
| 2018 | Little Mix       | "Best Band/Duo"       | Venceu    |
| 2019 | Little Mix       | "Best Band/Duo"       | Venceu    |
| 2020 | Little Mix       | "Best Band/Duo"       | Venceu    |

## The Sun Bizarre Awards
The Sun Bizarre Awards é um prêmio concedido pelo jornal britânico "The Sun". Little Mix recebeu duas indicações e ganhou ambas.
| Ano  | Trabalho Nomeado | Categoria         | Resultado |
| ---- | ---------------- | ----------------- | --------- |
| 2015 | Little Mix       | Women of the Year | Venceu    |
| 2016 | Glory Days       | Album of the Year | Venceu    |

## Metro UK Awards
O Metro Celeb of the Year Award é entregue anualmente pelo jormal Metro do Reino Unido. Em 2020, o grupo consegue seu primeiro prêmio como Celebridades do Ano.
| Ano  | Trabalho nomeado | Prêmio            | Resultado | Ref.   |
| ---- | ---------------- | ----------------- | --------- | ------ |
| 2020 | Little Mix       | Celeb of the Year | Venceu    | [ 11 ] |

## Glamour Women Of The Year Awards
The Glamour Awards é um prémio dado pela revista Glamour a cada ano para homenagear as extraordinárias e inspiradoras mulheres de uma variedade de campos, incluindo entretenimento, negócios, esportes, música, ciência, medicina, educação e política. Os premiação começou em 2003 e ocorre em maio e junho no Reino Unido. Little Mix foi nomeado em 5 categorias ganhando 3.
| Ano  | Trabalho nomeado | Categoria               | Resultado | Ref.   |
| ---- | ---------------- | ----------------------- | --------- | ------ |
| 2012 | Little Mix       | Band of the Year        | Indicado  | [ 12 ] |
| 2014 | Little Mix       | Band of the Year        | Venceu    | [ 13 ] |
| 2016 | Little Mix       | "Band of the Year"      | Indicado  | [ 14 ] |
| 2016 | Little Mix       | "Music Act of the Year" | Venceu    | [ 14 ] |
| 2017 | Little Mix       | "Best Act"              | Venceu    | [ 15 ] |

## Latin Music Italian Awards
O Latin Music Italian Awards é uma premiação que tem por intuito promover a cultura latina na Itália e na Europa; a premiação é resultado do voto popular.
| Ano  | Trabalho nomeado          | Categoria                              | Resultado | Ref.   |
| ---- | ------------------------- | -------------------------------------- | --------- | ------ |
| 2017 | "Reggaetón Lento (Remix)" | "Best Latin Collaboration of The Year" | Venceu    | [ 16 ] |

## BBC Radio 1 Teen Awards
O BBC Radio 1 Teen Awards é uma premiação da estação de rádio britânica BBC Radio 1 para homenagear os melhores artistas da música do ano. Little Mix foi nomeada oito vezes, das quais venceu quatro.
| Ano  | Trabalho nomeado | Categoria               | Resultado | Ref.   |
| ---- | ---------------- | ----------------------- | --------- | ------ |
| 2013 | Little Mix       | Best British Group      | Indicado  | [ 17 ] |
| 2015 | Black Magic      | Best British Single     | Indicado  | [ 18 ] |
| 2015 | Little Mix       | Best British Group      | Indicado  | [ 18 ] |
| 2015 | Little Mix       | Embrace Your Uniqueness | Venceu    | [ 19 ] |
| 2016 | Little Mix       | Best British Group      | Indicado  | [ 20 ] |
| 2017 | Little Mix       | Best British Group      | Venceu    | [ 21 ] |
| 2018 | Little Mix       | Best British Group      | Venceu    | [ 22 ] |
| 2019 | Little Mix       | Best British Group      | Venceu    |        |

## Cosmopolitan Ultimate Women Awards
Cosmopolitan é uma revista internacional para as mulheres. Foi publicado pela primeira vez em 1886 nos Estados Unidos como uma revista de família, foi mais tarde transformado em uma revista literária e, por fim, tornou-se uma revista feminina na década de 1960. O Cosmopolitan Ultimate Women of the Year Awards celebra as realizações feitas pelas mulheres no ano passado. O show homenageia realizações feitas por inspirar celebridades do sexo feminino. Em 2013 Little Mix ganhou esse prêmio por seu sucesso global.
| Ano  | Trabalho nomeado | Categoria           | Resultado |
| ---- | ---------------- | ------------------- | --------- |
| 2013 | Little Mix       | Ultimate Export     | Venceu    |
| 2015 | Little Mix       | Ultimate Girl Group | Venceu    |

## Japan Gold Disc Awards
O Japan Gold Disc Awards (日本ゴールドディスク大賞) é um premio dado pela Associação da Indústria Fonográfica do Japão (Recording Industry Association of Japan ), para as vendas de música no país, é o principal prêmio de música realizado anualmente no Japão. Little Mix recebeu dois prêmios de duas indicações.
| Ano  | Trabalho nomeado | Categoria                | Resultado |
| ---- | ---------------- | ------------------------ | --------- |
| 2014 | Little Mix       | Best 3 New Artists       | Venceu    |
| 2014 | Little Mix       | "New Artist of The Year" | Venceu    |

## Nickelodeon Kids' Choice Awards
Kids Choice Awards mais conhecido como KCA, é uma premiação feita pelo canal de televisão Nickelodeon. Little Mix teve nove indicações, das quais venceram apenas uma.

### Nickelodeon Kid's Choice Awards
| Ano  | Trabalho nomeado | Categoria                  | Resultado | Ref.   |
| ---- | ---------------- | -------------------------- | --------- | ------ |
| 2012 | Little Mix       | "Favourite UK Band"        | Indicado  | [ 25 ] |
| 2012 | Little Mix       | "Favourite UK Newcomer"    | Indicado  | [ 25 ] |
| 2013 | Little Mix       | "Favourite UK Band"        | Indicado  | [ 26 ] |
| 2014 | Little Mix       | "Favourite UK Band"        | Indicado  | [ 27 ] |
| 2015 | Little Mix       | "Favourite UK Music Act"   | Indicado  |        |
| 2016 | Little Mix       | "Favourite UK Music Act"   | Indicado  | [ 28 ] |
| 2016 | Black Magic      | "UK Favourite Music Video" | Indicado  | [ 28 ] |
| 2016 | Mixers           | "UK Favourite Fan Family"  | Indicado  | [ 28 ] |
| 2017 | Little Mix       | "Favourite Global Artist"  | Venceu    | [ 29 ] |

### Meus Prêmios Nick
Meus Prêmios Nick (abreviação MPN) é a versão brasileira do Nickelodeon Kids' Choice Awards (abreviação KCA), o maior prêmio infantil da TV mundial, e já se consagrou como o maior evento do tipo no país. O Brasil é um dos onze países do mundo que promove sua versão local da premiação, assim como o Reino Unido e Austrália. Little Mix teve uma indicação a qual venceu.
| Ano  | Trabalho Nomeado | Categoria                        | Resultado | Ref. |
| ---- | ---------------- | -------------------------------- | --------- | ---- |
| 2017 | Little Mix       | "Artista Internacional Favorito" | Venceu    |      |

### Nickelodeon UK Kids' Choice Awards
| Ano  | Trabalho Nomeado | Categoria             | Resultado | Ref.   |
| ---- | ---------------- | --------------------- | --------- | ------ |
| 2012 | Little Mix       | Favourite UK Band     | Indicado  | [ 30 ] |
| 2012 | Little Mix       | Favourite UK Newcomer | Indicado  | [ 30 ] |
| 2013 | Little Mix       | Favourite UK Band     | Indicado  | [ 31 ] |

## Now 100 Music Awards
Little Mix recebeu três indicações e duas vitórias para o Now Music 100 Awards em 2018.
| Ano  | Trabalho      | Categoria              | Resultado |
| ---- | ------------- | ---------------------- | --------- |
| 2018 | "Black Magic" | Song of the Now Years  | Indicado  |
| 2018 | "Black Magic" | Best Song of the Teens | Venceu    |
| 2018 | Little Mix    | Best Now Group         | Venceu    |

## MTV Video Music Awards
O MTV Video Music Award (VMAs) é um programa norte-americanode premiação da rede à cabo da MTV para homenagear os melhores videoclipes do ano.
| Ano  | Nomeação   | Categoria  | Resultado |
| ---- | ---------- | ---------- | --------- |
| 2020 | Little Mix | Best Group | Indicado  |

## MTV Video Music Awards Japan
O MTV Video Music Awards Japan é a versão japonesa do MTV Video Music Awards.
Como o MTV Video Music Awards nos Estados Unidos, neste evento os artistas são premiados por suas músicas e vídeos através de votação online dos mesmos espectadores do canal. Inicialmente o Japão fazia parte dos MTV Asia Awards, que incluíam todos os países asiáticos, mas por causa da variedade musical existente no Japão, em maio de 2002 começaram a realizar seus próprios prêmios de forma independente.
| Year | Nominated                                   | Award              | Result   |
| ---- | ------------------------------------------- | ------------------ | -------- |
| 2015 | "Dreaming Together" (Flower ft. Little Mix) | Best Collaboration | Indicado |

## Pure Beauty Awards
O Pure Beauty Awards celebra o melhor em beleza — os produtos mais eficazes, emocionantes e inovadores lançados nos últimos 12 meses.
| Ano  | Trabalho nomeado          | Categoria            | Resultado |
| ---- | ------------------------- | -------------------- | --------- |
| 2014 | "Little Mix Eye Pallette" | Best New Eye Product | Venceu    |

## iHeartRadio Music Awards
iHeartRadio Music Awards é uma premiação musical, fundada pela estação de rádio iHeartRadio em 2014, para reconhecer os artistas mais populares da música ao longo do ano anterior, conforme determinado pela rede de rádio.
| Ano  | Trabalho nomeado | Categoria       | Resultado |
| ---- | ---------------- | --------------- | --------- |
| 2016 | "Mixers"         | Best Fan Family | Indicado  |
| 2018 | "Mixers"         | Best Fan Family | Indicado  |
| 2018 | Reggaeton Lento  | Best Remix      | Venceu    |

## Radio Disney Music Awards
O Radio Disney Music Awards é uma premiação anual feita pela Rádio Disney. A premiação homenageia as maiores realizações do ano na música, votado pelos telespectadores adolescentes. Os vencedores recebem um grande Mickey Mouse de ouro. Little Mix recebeu duas indicações.
| Ano  | Trabalho nomeado   | Categoria             | Resultado | Ref.   |
| ---- | ------------------ | --------------------- | --------- | ------ |
| 2014 | Wings              | Best Song To Dance To | Indicado  | [ 34 ] |
| 2017 | Shout Out to My Ex | Best Breakup Song     | Venceu    | [ 35 ] |

## Shorty Awards
O Shorty Awards, também conhecido como Shorties, é um prêmio anual que homenageia os melhores criadores de conteúdos em micro-bloggings e redes sociais. Little Mix teve três indicações.
| Ano  | Trabalho nomeado | Categoria                 | Resultado |
| ---- | ---------------- | ------------------------- | --------- |
| 2014 | Little Mix       | "Best UK in Social Media" | Indicado  |
| 2015 | Little Mix       | "Best Band"               | Indicado  |
| 2016 | Little Mix       | "Musician"                | Indicado  |

## 4Music Video Honours
O 4Music Vídeo Honours é uma premiação musical anual feita pelo 4Music, um canal de música e entretenimento no Reino Unido e disponível em alguns provedores de televisão digital na República da Irlanda. Little Mix recebeu um prêmio de três nomeações.
| Ano  | Trabalho nomeado | Categoria           | Resultado |
| ---- | ---------------- | ------------------- | --------- |
| 2012 | Little Mix       | "Best Breakthrough" | Indicado  |
| 2012 | Little Mix       | "Best Group"        | Indicado  |
| 2013 | Little Mix       | "Best Girlgroup"    | Venceu    |

## Teen Choice Awards
O Teen Choice Awards é uma premiação anual feita pela FOX, conhecido também como TCA. O programa homenageia as maiores realizações do ano nas áreas da música, filmes, esportes, e televisão, votado por adolescentes com idades compreendidas entre os 13-19 anos. Little Mix teve doze indicações, da qual ganharam duas.
| Ano  | Trabalho nomeado   | Categoria                         | Resultado |
| ---- | ------------------ | --------------------------------- | --------- |
| 2015 | Little Mix         | "Choice International Artist"     | Indicado  |
| 2015 | Little Mix         | "Choice Music Breakout Artist"    | Venceu    |
| 2015 | Little Mix         | "Choice Summer Music Star: Group" | Indicado  |
| 2015 | Little Mix         | "Choice Music Group: Female"      | Indicado  |
| 2015 | Black Magic        | "Choice Love Song"                | Indicado  |
| 2016 | Secret Love Song   | "Choice Love Song"                | Indicado  |
| 2016 | Little Mix         | "Choice International Artist"     | Venceu    |
| 2017 | Little Mix         | "Choice Summer Group"             | Indicado  |
| 2017 | Little Mix         | "Choice Music: Group"             | Indicado  |
| 2017 | Shout Out to My Ex | ''Choice Song: Group'             | Indicado  |
| 2019 | Little Mix         | "Choice International Artist"     | Indicado  |
| 2019 | Little Mix         | "Choice Summer Music Star: Group" | Indicado  |

## MTV Europe Music Awards
O MTV Europe Music Awards, mais conhecido como EMA, é uma premiação de música, que ocorre anualmente no mês de novembro. Foi criado em 1994 pela MTV Europeia para celebrar os artistas, músicas e videoclipes mais populares na Europa. Little Mix teve oito indicações e quatro vitórias.
| Ano  | Trabalho nomeado | Categoria               | Resultado | Ref.   |
| ---- | ---------------- | ----------------------- | --------- | ------ |
| 2014 | Little Mix       | "Best UK & Ireland Act" | Indicado  |        |
| 2015 | Little Mix       | "Best UK & Ireland Act" | Venceu    | [ 43 ] |
| 2015 | Little Mix       | "Worldwide Act; Europa  | Indicado  | [ 43 ] |
| 2016 | Little Mix       | "Best UK & Ireland Act" | Venceu    |        |
| 2017 | Little Mix       | "Best UK & Ireland Act" | Indicado  |        |
| 2018 | Little Mix       | "Best UK & Ireland Act" | Venceu    |        |
| 2019 | Little Mix       | "Best UK & Ireland Act" | Venceu    |        |
| 2019 | Little Mix       | "Best Group"            | Indicado  |        |
| 2020 | Little Mix       | "Best Group"            | Indicado  | [ 44 ] |
| 2020 | Little Mix       | "Best Pop"              | Venceu    | [ 44 ] |
| 2020 | Little Mix       | "Best Virtual Live"     | Indicado  | [ 44 ] |
| 2020 | Little Mix       | "Best UK & Ireland Act" | Venceu    | [ 44 ] |

## Silver Clef Awards
O Silver Clef Awards é uma premiação britânica que prestigia talentos cuja música tocaram vidas.
| Ano  | Trabalho Nomeado | Categoria       | Resultado | Ref.   |
| ---- | ---------------- | --------------- | --------- | ------ |
| 2017 | Little Mix       | "Best Live Act" | Venceu    | [ 45 ] |

## Series Em Cena Awards
O Series Em Cena Awards, também conhecido como SEC Awards, é uma premiação anual da Séries em Cena, parceira editorial da MTV Brasil.
| Ano  | Trabalho nomeado | Categoria               | Resultado | Ref.          |
| ---- | ---------------- | ----------------------- | --------- | ------------- |
| 2021 | Little Mix       | Music Group of the Year | Indicado  | [ 47 ] [ 48 ] |

## MTV Awards
O MTV Awards é uma premiação da Itália que homenageia os artistas e canções mais populares do último ano. Little Mix possui uma indicação.
| Ano  | Trabalho Nomeado | Categoria               | Resultado |
| ---- | ---------------- | ----------------------- | --------- |
| 2016 | Little Mix       | Best International Band | Indicado  |

## Capricho Awards
O Capricho Awards é uma premiação anual de música, TV, Cinema, Internet, entre outros, feita pela revista teen brasileira Capricho, com votação aberta pelo site oficial da Editora Abril. Little Mix teve duas indicações.
| Ano  | Trabalho nomeado | Categoria                 | Resultado |
| ---- | ---------------- | ------------------------- | --------- |
| 2015 | Little Mix       | Melhor Banda              | Indicado  |
| 2018 | Little Mix       | Grupo/Dupla Internacional | Venceu    |

## Melty Future Awards
O Melty Future Awards é uma premiação francesa, que ocorre no começo de cada ano para parabenizar aqueles artistas que vão dar o que falar nos próximos meses.
| Ano  | Trabalho Nomeado | Categoria                            | Resultado |
| ---- | ---------------- | ------------------------------------ | --------- |
| 2016 | Little Mix       | "Prix Spécial International Féminin" | Venceu    |

## National Television Awards
O National Television Awards é uma cerimônia anual que premia os maiores destaques da televisão britânica.
| Ano  | Trabalho Nomeado | Categoria                             | Resultado |
| ---- | ---------------- | ------------------------------------- | --------- |
| 2011 | Little Mix       | "Melhor talento de um programa de TV” | Venceu    |

## LGBT Awards
O British LGBT Awards são vitais para pôr em destaque aqueles que tiverem feito o bem na comunidade LGBT e também são importantes na promoção da aceitação LGBT. Little Mix recebeu uma nomeação.
| Ano  | Trabalho nomeado | Categoria      | Resultado | Ref.   |
| ---- | ---------------- | -------------- | --------- | ------ |
| 2016 | Little Mix       | Music Artist   | Indicado  | [ 53 ] |
| 2019 | Little Mix       | Celebrity Ally | Indicado  |        |
| 2019 | Little Mix       | Change Makers  | Venceu    |        |

## Popjustice's Twenty Quid Music Prize
O Popjustice's Twenty Quid Music Prize, é um prémio anual concedido pelo site de música Popjustice para reconhecer os melhores cantores pop britânicos do ano anterior. A lista dos indicados ao prêmio é anunciado em setembro de cada ano e os vencedores no mês seguinte, o Popjustice dá um prêmio simbólico de £20,000 para o vencedor de seu prêmio. Little Mix teve cinco indicações, da qual venceram três.
| Ano  | Trabalho nomeado | Categoria                 | Resultado | Ref.   |
| ---- | ---------------- | ------------------------- | --------- | ------ |
| 2012 | Wings            | "Best British Pop Single" | Indicado  |        |
| 2013 | DNA              | "Best British Pop Single" | Indicado  |        |
| 2014 | Move             | "Best British Pop Single" | Venceu    | [ 54 ] |
| 2015 | Black Magic      | "Best British Pop Single" | Venceu    | [ 55 ] |
| 2017 | Touch            | "Best British Pop Single" | Venceu    | [ 56 ] |

## The Global Awards
The Global Awards é uma premiação que celebra as estrelas da música e do entretenimento do Reino Unido e do mundo. Little Mix teve nove indicações e cinco vitórias.
| Ano  | Trabalho Nomeado              | Categoria                    | Resultado | Ref.   |
| ---- | ----------------------------- | ---------------------------- | --------- | ------ |
| 2018 | Little Mix                    | Best Pop                     | Indicado  | [ 57 ] |
| 2018 | Little Mix                    | Best Group                   | Venceu    | [ 57 ] |
| 2018 | Little Mix                    | Best British Artist or Group | Venceu    | [ 57 ] |
| 2018 | Power                         | Best Song                    | Venceu    | [ 57 ] |
| 2019 | Woman Like Me ft. Nicki Minaj | Best Song                    | Venceu    |        |
| 2019 | Little Mix                    | Best Group                   | Venceu    |        |
| 2019 | Little Mix                    | Best British Artist or Group | Indicado  |        |
| 2019 | Little Mix                    | Best Pop                     | Indicado  |        |
| 2020 | Little Mix                    | Best Group                   | Indicado  |        |

## Fan2 Summer Trophy
Fan2 Summer Trophy é uma premiação que ocorre on-line onde os usuários podem votar em suas personalidades favoritas. Little Mix teve uma indicação e venceu.
| Ano  | Trabalho Nomeado | Categoria                       | Resultado |
| ---- | ---------------- | ------------------------------- | --------- |
| 2016 | Little Mix       | MEILLEUR GROUPE" (Melhor Grupo) | Venceu    |

## Pop Hub Awards
O Pop Hub Awards é uma premiação anual votada por fãs na Internet na Polônia.
| Ano  | Nomeação     | Categoria            | Resultado | Ref.   |
| ---- | ------------ | -------------------- | --------- | ------ |
| 2019 | LM5          | Album of the Year    | Venceu    |        |
| 2021 | Little Mix   | Favorite Music Group | Indicado  | [ 60 ] |
| 2021 | Sweet Melody | Favorite Dance Track | Indicado  | [ 61 ] |
| 2021 | Sweet Melody | Best Choreography    | Indicado  | [ 62 ] |
| 2021 | Mixers       | Biggest Fans         | Indicado  | [ 63 ] |

## Attitude Awards
Attitude Awards é uma premiação da revista gay do Reino Unido da  Attitude Magazine. Little Mix possui uma indicação e ganhou a mesma.
| Ano  | Trabalho Nomeado | Categoria      | Resultado |
| ---- | ---------------- | -------------- | --------- |
| 2018 | Little Mix       | "Honorary Gay" | Venceu    |

## CelebMix Awards
O CelebMix Awards é uma premiação internacional anual que homenageia artistas internacionais na música, cinema, TV e mídia. Little Mix recebeu 13 indicações e uma vitória. Dois dos membros da banda receberam duas indicações em três anos para Biggest Inspiration; Leigh-Anne Pinnock e Jesy Nelson.
| Ano  | Trabalho indicado | Prêmio                 | Resultado | Ref.   |
| ---- | ----------------- | ---------------------- | --------- | ------ |
| 2017 | Little Mix        | Best Group             | Indicado  | [ 66 ] |
| 2017 | Glory Days Tour   | Best Tour              | Indicado  | [ 66 ] |
| 2017 | Mixers            | Best Fandom            | Indicado  | [ 66 ] |
| 2018 | "Woman Like Me"   | Single of the Year     | Indicado  | [ 67 ] |
| 2018 | LM5               | Album of the Year      | Indicado  | [ 67 ] |
| 2018 | Little Mix        | Best Group             | Indicado  | [ 67 ] |
| 2018 | Mixers            | Best Fandom            | Indicado  | [ 67 ] |
| 2019 | Little Mix        | Best Group             | Venceu    | [ 68 ] |
| 2019 | Mixers            | Best Fandom            | Indicado  | [ 68 ] |
| 2020 | "Sweet Melody"    | Song of the Year       | Indicado  | [ 65 ] |
| 2020 | Little Mix        | Artist of the Year     | Indicado  | [ 65 ] |
| 2020 | Mixers            | Best Fandom            | Indicado  | [ 65 ] |
| 2020 | Little Mix        | Cybersmile of the Year | Indicado  | [ 65 ] |

## Guinness Book World Records
| Publicação             | Ano  | World record                                 | Vencedor   | Ref.   |
| ---------------------- | ---- | -------------------------------------------- | ---------- | ------ |
| Guinness World Records | 2017 | Most followed girl group on Snapchat         | Little Mix | [ 69 ] |
| Guinness World Records | 2021 | First female group to win Best British Group | Little Mix | [ 70 ] |
| Guinness World Records | 2021 | Most streamed female group on Spotify        | Little Mix | [ 71 ] |

## DAF BAMA Music Awards
O DAF Bama Music Awards é uma premiação internacional de música multicultural apresentada pela Daf Entertainment com sede em Hamburgo, Alemanha. Foi criado para homenagear artistas de todo o mundo e ao mesmo tempo unir o mundo com algo tão bonito quanto a música.
| Ano  | Trabalho indicado | Categoria                | Resultado | Ref.   |
| ---- | ----------------- | ------------------------ | --------- | ------ |
| 2017 | Little Mix        | Best Duo/Group           | Indicado  | [ 72 ] |
| 2017 | Little Mix        | BAMA People Choice Award | Indicado  | [ 72 ] |
| 2017 | Little Mix        | Best European Act        | Indicado  | [ 72 ] |
| 2017 | Little Mix        | Best UK Act              | Indicado  | [ 72 ] |
| 2018 | Little Mix        | Best Group               | Indicado  | [ 73 ] |
| 2018 | LM5               | Best Album               | Indicado  | [ 73 ] |

### MTV Italian Music Awards
O MTV Music Awards Itália é uma cerimônia de premiação anual organizada pela MTV Itália. A cerimônia premia os melhores vídeos, performers e artistas do ano.
| Ano  | Trabalho indicado | Categoria               | Resultado | Ref.          |
| ---- | ----------------- | ----------------------- | --------- | ------------- |
| 2013 | Little Mix        | Artist Saga             | Indicado  | [ 74 ]        |
| 2014 | Little Mix        | Artist Saga             | Indicado  | [ 75 ]        |
| 2016 | Little Mix        | Artist Saga             | Indicado  | [ 76 ] [ 77 ] |
| 2016 | Little Mix        | Best International Band | Indicado  | [ 76 ] [ 77 ] |
| 2017 | Little Mix        | Artist Saga             | Indicado  | [ 78 ]        |